# Tumor de Krukenberg

## Definición
Un tumor de Krukenberg, clásicamente se refiere a una metástasis en ovario, de cualquier neoplasia de células en "Anillo de Sello".
El carcinoma gástrico difuso (linitis plástica) solía ser el más común, pero últimamente ha habido un aumento en el origen de mama. Los tumores de Krukenberg se encuentran a menudo en ambos ovarios. Microscópicamente, se caracterizan por la aparición de células en anillo de sello mucosecretoras en el tejido del ovario, similares a las que se encuentran en el tumor primario.

## Historia
El tumor de Krukenberg lleva el nombre de Friedrich Ernst Krukenberg (1871-1946), un médico alemán que primero los describió como "fibrosarcoma ovárico mucocellulare carcinomatodes".

## Síntomas
Los pacientes con tumor de Krukenberg vienen a menudo a la atención de su médico quejándose de dolor abdominal o pélvico, distensión, hemorragia vaginal, un cambio en su hábito menstrual o dolor durante el coito. Estos síntomas no son específicos (es decir, apuntan a una serie de otros problemas que el cáncer) y el diagnóstico solo puede hacerse a raíz de tomografía computarizada (TC), la laparotomía y/o una biopsia del ovario. El estudio por ultrasonografía no es suficiente para el diagnóstico diferencial con tumor Pseudomixoide y otros.

## Tratamiento
Al tratarse de un tumor metastásico secundario deberá de tratarse también su origen, el tumor primario del tracto digestivo o pulmón si queremos conseguir la curación del paciente.